# (3746) Heyuan
(3746) Heyuan ist ein Asteroid des Hauptgürtels, der am 8. Oktober 1964 am Purple-Mountain-Observatorium in Nanjing entdeckt wurde. 
Der Asteroid wurde am 23. Mai 2000 nach der Stadt Heyuan benannt, die unter anderem für eine sehr große Anzahl an gefundenen Dinosauriereiern bekannt ist.